# Pascal Deux
Pascal Deux, né le 14 juin 1959 à Lyon, est un réalisateur français.

## Biographie
Pascal Deux a travaillé comme assistant réalisateur au cours des années 1980 et 1990, notamment en 1983 sur Vivement dimanche !  de François Truffaut . Il tourne deux courts métrages pendant cette période.
Il entreprend en 1996 la réalisation de son premier long métrage qu'il produit lui-même, un documentaire consacré au boxeur Fabrice Bénichou, Noble Art, sorti en 2004.
Il a coprésidé l'Association du cinéma indépendant pour sa diffusion (ACID) de 2007 à 2008.
En 2009, il est réalisateur 2e équipe sur  le film OSS 117 Rio ne répond plus.  

## Filmographie et Radio
Courts métrages
- 1989 : Constance
- 1995 : Soigneurs dehors !
- 2007 : Émilie

Long métrage
- 2004 : Noble Art

Radio
- 2021 : Jean Cocteau et Jean Marais, le couple terrible de l'Occupation[2]